# Theodore Edson Chandler
Theodore Edson Chandler (ur. 26 grudnia 1894 w Annapolis, zm. 7 stycznia 1945) – amerykański wojskowy, kontradmirał United States Navy, uczestnik obu wojen światowych, zmarły od ran odniesionych podczas ataku kamikaze na jego okręt flagowy, krążownik USS „Louisville” w trakcie kampanii na Luzonie.

## Życiorys
Theodore E. Chandler był wnukiem senatora Williama E. Chandlera, sekretarza Marynarki Wojennej w latach 1882–1885. Do Akademii Marynarki Wojennej wstąpił w lipcu 1911, a ukończył ją w czerwcu 1915. Jego pierwszym przydziałem był pancernik USS „Florida”, następnie służył na pancerniku USS „New Hampshire”. Po ukończeniu kursu torpedowego dołączył do załogi oddawanego do służby niszczyciela USS „Conner”, na którego pokładzie w maju 1918 popłynął do Francji. Do zakończenia I wojny światowej okręt operował na wodach europejskich, do kraju powrócił w kwietniu 1919.
Kolejnym przydziałem był nowo zbudowany niszczyciel USS „Chandler” (nazwany tak na cześć jego dziadka), na którym służył do grudnia 1920. Po okresie szkolenia uzupełniającego, od 1923 był oficerem na pancerniku USS „West Virginia”, a w dwa lata później USS „Colorado”. Od czerwca 1926, po awansie do stopnia komandora podporucznika (Lieutenant Commander), służył kolejno w Naval Mine Depot w Yorktown i jako oficer artyleryjski na krążowniku USS „Trenton”, by 26 kwietnia 1929 objąć dowodzenie niszczycielem USS „Pope”. W latach 1930–1932 pełnił funkcje na lądzie, na morze powrócił jako oficer sztabowy dowódcy niszczycieli Battle Force. 2 lutego 1934 został mianowany dowódcą niszczyciela USS „Buchanan”. W latach 1935–1938 był attaché morskim w ambasadach Stanów Zjednoczonych w Paryżu, Madrycie i Lizbonie. Od 1938 uczestniczył w pracach odbiorczych na krążowniku USS „Nashville”, po jego wejściu do służby objął stanowisko zastępcy dowódcy okrętu. Od lipca 1940 służył w biurze Szefa Operacji Morskich w Waszyngtonie, w roku następnym awansując do stopnia komandora (Captain).
15 października 1941 przejął dowodzenie krążownikiem USS „Omaha”. Trzy tygodnie później, 6 listopada, operując wraz z niszczycielem USS „Somers”, przechwycił na morzu niemiecki łamacz blokady „Odenwald” z ładunkiem kauczuku. Załoga zatrzymanego statku otworzyła zawory denne celem samozatopienia, lecz wysłany z krążownika oddział abordażowy zapobiegł temu i uratował jednostkę jako zdobycz wojenną. Był to ostatni w historii US Navy przypadek wypłacenia nagrody za zdobycie pryzu. Do kwietnia 1943 pozostawał z „Omahą” na wodach południowego Atlantyku, następnie objął dowodzenie amerykańskimi siłami morskimi w rejonie Aruby i Curaçao. 3 maja tegoż roku otrzymał awans do stopnia kontradmirała (Rear Admiral).
W lipcu 1944 został mianowany dowódcą 2. Eskadry Krążowników Floty Atlantyckiej. Uczestniczył w lądowaniu na południu Francji, następnie został skierowany do działań wojennych na Pacyfiku. Objął dowodzenie 2. Eskadry Pancerników, wchodzącej w skład zespołu wsparcia ogniowego admirała Oldendorfa podczas inwazji na Leyte. W trakcie czterech starć uczestniczył w rozgromieniu sił japońskich w cieśninie Surigao. Od 8 grudnia dowodził 4. Eskadrą Krążowników wyznaczoną do wsparcia desantu na Luzon. Eskadra, wraz z całością sił admirała Oldendorfa, była w drodze do miejsca inwazji oraz w czasie ostrzeliwania brzegów wielokrotnie atakowana przez japońskie lotnictwo. 5 stycznia 1945 okręt flagowy Chandlera, krążownik ciężki USS „Louisville”, został uszkodzony przez kamikaze, pozostał jednak w zespole. Następnego dnia Japończycy przypuścili kolejny atak. Samolot pilotowany przez samobójcę uderzył w skrzydło pomostu dowodzenia krążownika, zabijając bądź raniąc większość obsady. Ciężko poparzony rozlaną płonącą benzyną lotniczą kontradmirał do końca pozostawał na stanowisku. Zmarł następnego dnia wskutek odniesionych ran.

## Pamięć
Marynarka Wojenna Stanów Zjednoczonych nadała jego imię dwóm okrętom: niszczycielowi typu Gearing – „Theodore E. Chandler” w 1945 oraz niszczycielowi rakietowemu typu Kidd – USS „Chandler” w 1983.